# Kondensationskraftwerk
Ein Kondensationskraftwerk ist ein konventionelles Wärmekraftwerk, in dem ausschließlich elektrischer Strom erzeugt wird. Es ist so ausgelegt, dass der Dampf, der die Kondensationsturbine verlässt, nur noch einen geringen Druck und eine geringe Temperatur hat. Er wird in einem Kondensator wieder zu flüssigem Wasser kondensiert. Die Abwärme, die den Kondensator verlässt, ist auf einem zu niedrigen Niveau, um sie großtechnisch sinnvoll weiter zu nutzen, sie wird an die Umgebung abgegeben.
Kondensationskraftwerke können die zugeführte Energie zu etwa 30 bis maximal 60 % in Strom umwandeln.
Das Kondensationskraftwerk unterscheidet sich vom Kraftwerk mit Kraft-Wärme-Kopplung, welches so ausgelegt ist, dass auch ein Teil der entstehenden Abärme effizient genutzt werden kann, etwa für ein Fernwärme- oder Nahwärme-Netz.